# Zelotes lubumbashi
Zelotes lubumbashi FitzPatrick, 2007 è un ragno appartenente alla famiglia Gnaphosidae.

## Etimologia
Il nome della specie deriva dalla località congolese in cui sono stati rinvenuti gli esemplari: Lubumbashi.

## Caratteristiche
Questa specie appartiene al butarensis group, le cui peculiarità sono: ampia parte basale embolare con estensioni retrolaterali; embolus breve e di forma ricurva. Nelle femmine i margini della piastra dell'epigino sono brevi, di forma curva e anteriormente connessi.
L'olotipo femminile rinvenuto ha lunghezza totale è di 10,00mm; la lunghezza del cefalotorace è di 4,17mm; e la larghezza è di 2,92mm.

## Distribuzione
La specie è stata reperita nel Congo meridionale: l'olotipo femminile è stato rinvenuto nei pressi di Lubumbashi, appartenente alla provincia del Katanga.

## Tassonomia
Al 2016 non sono note sottospecie e dal 2007 non sono stati esaminati nuovi esemplari.